# Maryna Zanevska
Maryna Zanevska (Odessa, 24 de Agosto de 1993) é uma ex-tenista profissional belga, nascida ucraniana. Seus melhores rankings foram o 62 de simples e o 86 de duplas. Conquistou 1 título WTA, de simples.
Começou a viver na Bélgica a partir de 2008. No final de 2016, passou a jogar sob as cores desse país, sendo convocada 4 vezes e disputando 3 jogos (perdeu os três).
Devido a dores crônicas nas costas, anunciou a aposentadoria. Aos 30 anos, fez a última aparição no US Open de 2023, onde perdeu na estreia para a então finalista Aryna Sabalenka.

## Finais

### Circuito WTA

#### Duplas: 4 (4 vices)
| Campeã – Legenda                    |
| ----------------------------------- |
| Grand Slam (0–0)                    |
| WTA Tour (0–0)                      |
| Premier Mandatory & Premier 5 (0–0) |
| Premier (0–0)                       |
| International (0–2)                 |

| Títulos por Piso |
| ---------------- |
| Duro (0–0)       |
| Grama (0–0)      |
| Saibro (0–2)     |
| Carpete (0–0)    |

| Posição | N. | Data          | Torneio                                                       | Piso   | Parceira        | Oponente                        | Placar           |
| Vice    | 1. | 27 Abril 2014 | Grand Prix SAR La Princesse Lalla Meryem, Marrakesh, Marrocos | Saibro | Katarzyna Piter | Garbiñe Muguruza Romina Oprandi | 6-4, 2-6, [9-11] |
| Vice    | 2. | 1 Maio 2015   | Grand Prix SAR La Princesse Lalla Meryem, Marrakesh, Marrocos | Clay   | Laura Siegemund | Tímea Babos Kristina Mladenovic | 1–6, 6–7(5–7)    |

### Grand Slam juvenil

#### Duplas: 2 (2 títulos)
| Posição | Ano  | Torneio       | Piso   | Parceira          | Oponentes                            | Placar          |
| Campeã  | 2009 | US Open       | Duro   | Valeria Solovieva | Elena Bogdan Noppawan Lertcheewakarn | 1–6, 6–3 [10–7] |
| Campeã  | 2011 | Roland Garros | Saibro | Irina Khromacheva | Victoria Kan Demi Schuurs            | 6–4, 7–5        |